# Колонија-Форесте (Фиренца)
Колонија-Форесте је насеље у Италији у округу Фиренца, региону Тоскана.
Према процени из 2011. у насељу је живело 27 становника. Насеље се налази на надморској висини од 66 м.